# Raja Agadir
Club Municipal Raja Agadir Football – marokański klub piłkarski z siedzibą w mieście Agadir.

## Opis
Klub został założony w 1942 roku. Jeden raz zagrał w GNF 1 – w sezonie 1974/1975 zajął 15. miejsce i spadł do niższej dywizji. Ponownie klub zagrał w sezonie 1982/1983, ale również zajął 15. miejsce i spadł do GNF 2. W pucharze Maroka najlepszym rezultatem była 1. runda w 2019 roku.